# 九龍巴士267X線
九龍巴士267X線是香港一條來往屯門（兆康苑）及藍田站的特快巴士路線，只於平日繁忙時間提供服務。

## 歷史
鑑於267S線客量偏低，加上配合屯門和東九龍發展而產生的乘客需求，有關當局於2016-2017年度巴士路線計劃中建議取消267S線，並以騰出的資源改為開辦267X線前往藍田站，以方便乘客前往東九龍上班。
- 2016年10月31日：本線投入服務，以配合九龍巴士267S線停止服務。[4]

- 2017年2月20日：本線增設星期一至五下午回程服務。

- 2019年7月2日：本線在星期一至五上午新增07:45一班車。[5]

- 2021年1月4日：本線傍晚加至2班。[6]

- 2023年3月6日：下午回程班次之頭班車時間由18:00提前五分鐘至17:55開出。

## 服務時間及班次
- 星期一至五：
  - 屯門（兆康苑）開：07:25、07:45
  - 藍田站開：17:55、18:15

星期六、日及公眾假期不設服務

## 收費
全程：$18.1
- 畢架山花園往藍田站：$7.1
- 創紀之城往藍田站：$6.4
- 屯門公路後往屯門（兆康苑）：$4.8

| - 本線設有12歲以下小童及65歲或以上長者半價優惠。 - 65歲或以上香港居民使用「樂悠咭」，以及12歲以下合資格殘疾兒童使用「殘疾人士身份」個人八達通繳付車資，均可享有每程$2.0或半價（以較低者為準）的票價優惠；12至64歲合資格殘疾人士使用「殘疾人士身份」個人八達通（包括「樂悠咭」），以及60至64歲香港居民使用「樂悠咭」繳付車資，均可享有每程$2.0或全費（以較低者為準）的票價優惠。 - 65歲或以上長者如使用長者或一般個人八達通繳付車資，則只可享有半價優惠；12至64歲合資格殘疾人士如不使用「殘疾人士身份」個人八達通，以及60至64歲人士如不使用「樂悠咭」繳付車資，必須繳付全費。 - 乘客可以現金或八達通於上車時付款，不設找續。 - 每位成人乘客可免費攜帶最多兩名4歲以下而不佔座位的兒童乘客乘車，超額之4歲以下小童必須繳付小童車費乘車。 - 持有「九巴月票」之乘客在車票有效期內，每日可享最多10程任何九龍巴士及龍運巴士路線（包括本路線，以及聯營路線的九龍巴士／龍運巴士提供的班次；惟乘搭機場「A」及「NA」線則可享原價二七折優惠（不會計算每天10次合資格車程））；而B1線則每日可享最多各2程（不會計算每天10次合資格車程）。 - 九龍巴士、城巴、龍運巴士及陽光巴士全職員工及家屬（不包括外判職員）可免費乘搭本路線，惟必須拍職員或職員家屬八達通。 - 乘客亦可透過多元化電子支付系統（e度嘟）繳付車資，包括使用非接觸式VISA卡、JCB卡、萬事達卡、銀聯卡、美國運通、大來國際、Discover Card、Apple Pay、Google Pay、Samsung Pay、AlipayHK「易乘碼」、支付寶、WeChatHK／微信支付「搭車碼」、銀聯雲閃付「乘車碼」及BOC Pay「乘車碼」。乘客使用此付款方式，使用此支付方式的乘客可享有中途下車之分段收費，以及與其他九巴／龍運獨營路線或聯營線九巴／龍運班次之轉乘優惠，惟不適用於與非九巴／龍運路線之轉乘優惠，亦不能享有「公共交通費用補貼計劃」及「長者及合資格殘疾人士公共交通票價優惠計劃」。 |

### 八達通轉乘優惠
乘客登上本線後150分鐘內以同一張八達通卡轉乘2F、3M、13M、14B、15A、16M、23M、29M、91、91M/91P、92、98、98A、216M或296A線，次程可獲$4.2優惠。

## 使用車輛
本線由58M線抽調車輛行走。

## 行車路線
屯門（兆康苑）開經：兆康路、青麟路、藍地交匯處、青山公路（嶺南段、新墟段、青山灣段）、屯興路、屯門公路、青朗公路、青衣西北交匯處、長青公路、長青隧道、青葵公路、呈祥道、龍翔道、蒲崗村道、彩虹道、彩虹通道、太子道東、觀塘道、觀塘道天橋、觀塘道、觀塘道下通道、觀塘道及鯉魚門道。
藍田站開經：鯉魚門道、觀塘道、觀塘道下通道、觀塘道、彩虹交匯處、龍翔道、呈祥道、青葵公路、長青隧道、長青公路、青衣西北交匯處、青朗公路、屯門公路、屯興路、青山公路（青山灣段、新墟段、嶺南段）、藍地交匯處、青麟路及兆康路。

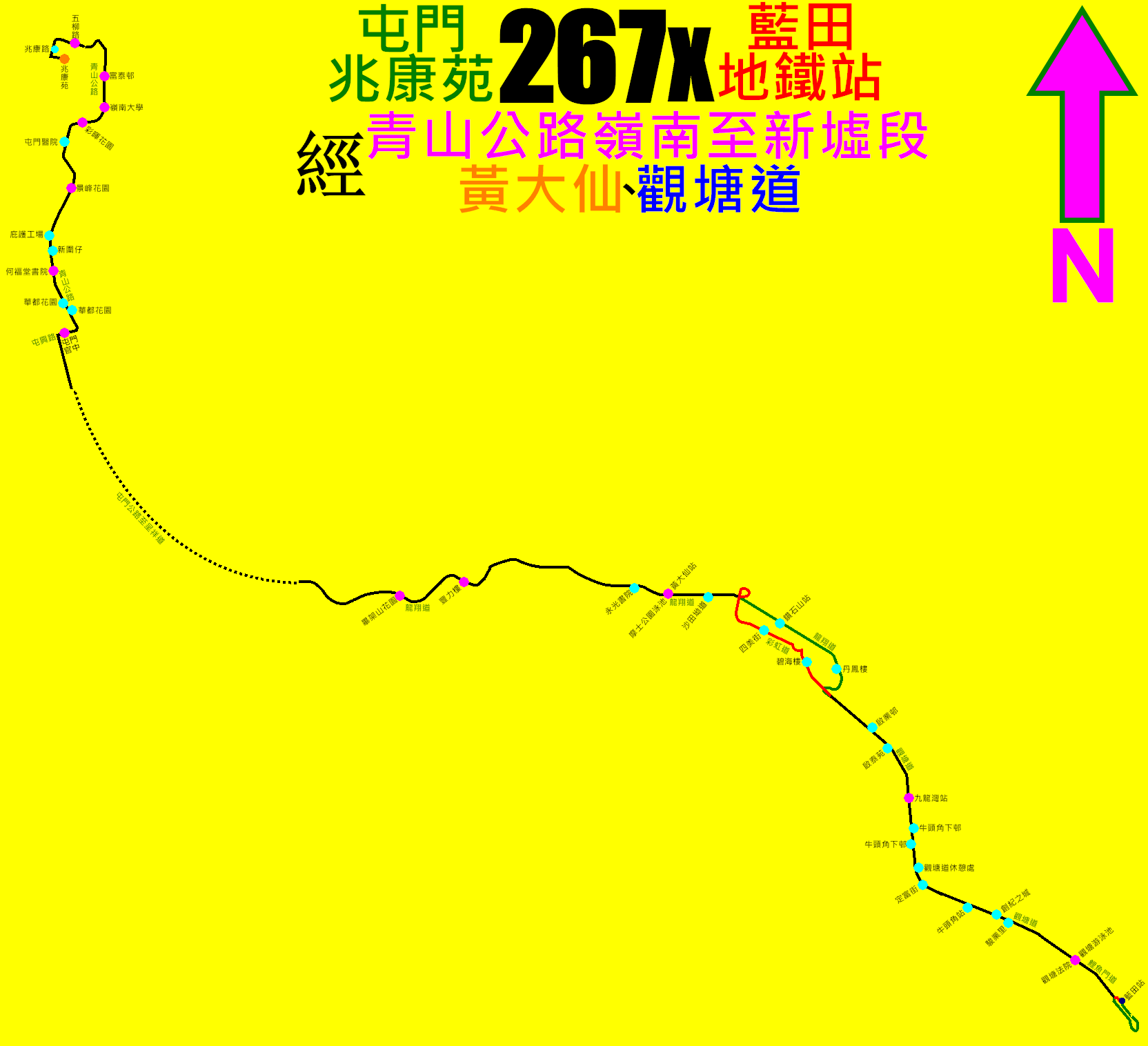
267X線的走線圖

具體停站請參考資訊框